# Komunikacijska brigada (Vojska Srbije)
Komunikacijska brigada  je komunikacijska brigada, ki je podrejena neposredno Generalštabu Oboroženih sil Srbije.

## Zgodovina
Brigada je bila ustanovljena 30. oktobra 2006.

## Sestava
- Poveljstvo
- 1. stacionarni komunikacijski center
- 2. stacionarni komunikacijski center
- 3. stacionarni komunikacijski center
- 4. stacionarni komunikacijski center
- Komunikacijski bataljon